# Adinandra macgregorii
Adinandra macgregorii là một loài thực vật có hoa trong họ Pentaphylacaceae. Loài này được Merr. mô tả khoa học đầu tiên năm 1914.